# Potočani (Odžak, BiH)
Potočani su naseljeno mjesto entitetskom linijom podijeljeno između općina Odžak u Federaciji Bosne i Hercegovine i Vukosavlje u Republici Srpskoj u Bosni i Hercegovini.

## Stanovništvo
| Potočani           |                |                |                |
| godina popisa      | 1991.          | 1981.          | 1971.          |
| Hrvati             | 2029 (90,17 %) | 2051 (90,07 %) | 2009 (91,60 %) |
| Srbi               | 176 (7,82 %)   | 169 (7,42 %)   | 174 (7,93 %)   |
| Muslimani          | 0              | 0              | 3 (0,13 %)     |
| Jugoslaveni        | 12 (0,53 %)    | 37 (1,62 %)    | 0              |
| ostali i nepoznato | 33 (1,46 %)    | 20 (0,87 %)    | 7 (0,31 %)     |
| ukupno             | 2250           | 2277           | 2193           |

## Poznate osobe
- Anto Knežević, hrvatski književnik i filozof
- Josip Dobroslav Božić, franjevac